# Martin Helwig

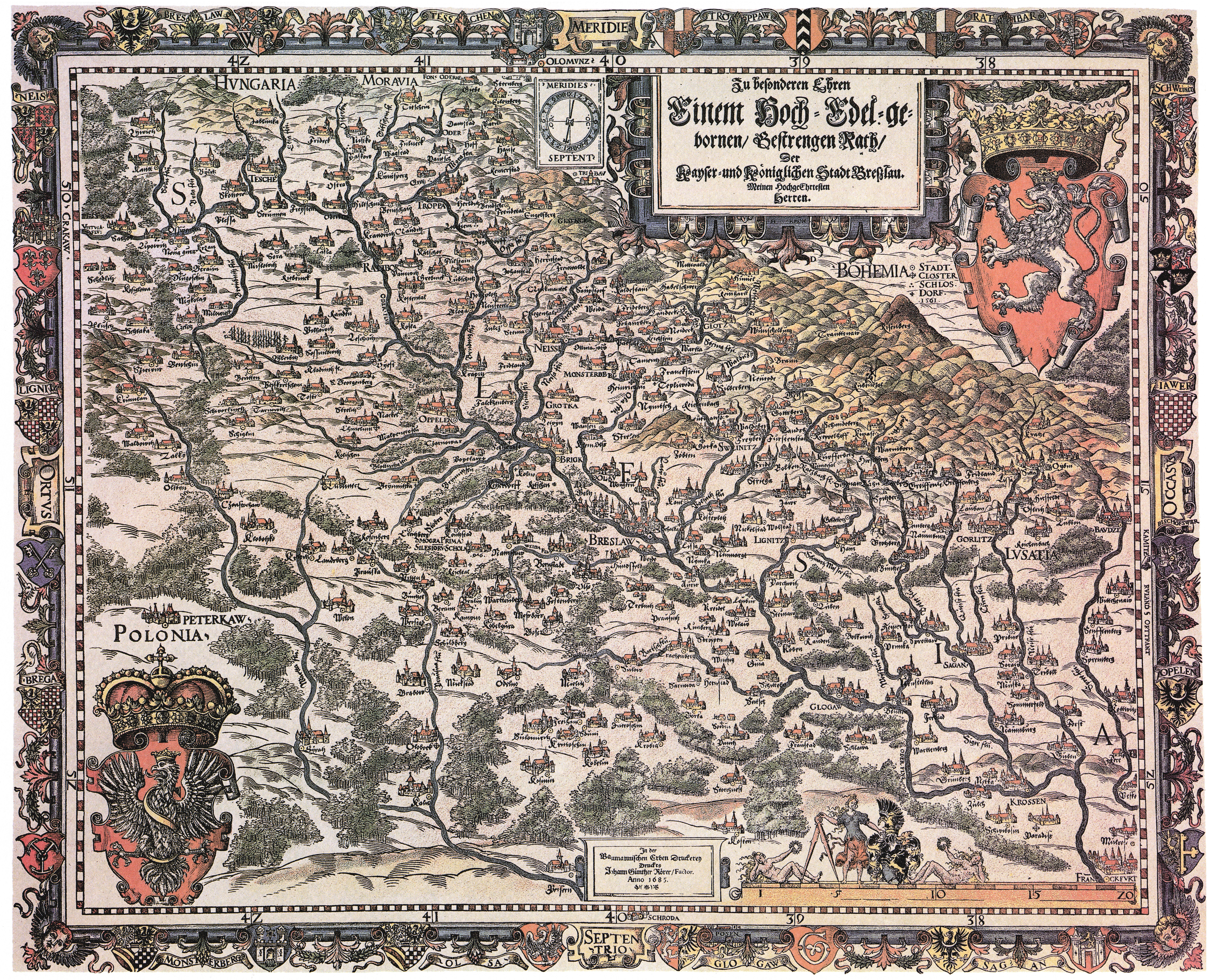
Helwigova mapa Slezska

Martin Helwig (5. listopadu 1516 Nisa – 26. ledna 1574 Vratislav) byl slezský (německý) kartograf a pedagog slavný vytvořením první mapy Slezska.
Narodil se v rodině niského měšťana Petra Helwiga. Studoval v Krakově a Wittenbergu, nejprve se seznámil s Trotzendorfem, poté i s Martinem Lutherem a Philippem Melanchtonem, jejichž učení napříště zastával. Ve Wittenbergu na univerzitě nabyl mistrovské hodnosti. V roce 1549 přišel do Vratislavi. Zde působil pedagogicky na několika místech, konečně od roku 1552 až do své smrti jako učitel na škole sv. Máří Magdalény ve Vratislavi. Vyučoval matematiku, geografii a klasické jazyky, za svého života byl považován za dobrého filologa a básníka. V letech 1560–1574 byl rektorem této školy.
Význam si dodnes zachoval jako autor mapy Slezska z roku 1561, na které pracoval tři roky. Téhož roku vydal také mapu starověké Itálie podle Klaudia Ptolemaia. V roce 1564 vydal spis Erklärung der Schlesischen Mappen pro správné užívání slezské mapy. Publikace dále obsahovala rejstříky.